# 高长绅
高长绅（？—？），陕西米脂縣人，清朝政治人物。
高长绅为道光二十五年（1845年）乙巳恩科进士，道光二十七年，接替冷嘉植。擔任江蘇荆溪縣知縣。后由凌譽接任。道光二十九年（1849年）接替蔡庆城任南汇县知县一职，道光三十年（1850年）由刘郇膏接任。不久復任。